# Klemmbach (Kleine Wiese)
Der Klemmbach ist ein fünf Kilometer langer, rechter Nebenfluss der oberen Kleinen Wiese (Belchenwiese) im Ortsteil Neuenweg der Gemeinde Kleines Wiesental im baden-württembergischen Landkreis Lörrach. Die Klemmbach-Wasserfälle an seinem Mittellauf und der Nonnenmattweiher sind zwei bekannte Ausflugsziele in seinem Einzugsgebiet.

## Name
Wegen seines Ursprungs unterhalb des auch Kreuzweg genannten Sirnitzpasses wird der Bach am Oberlauf bis zur Einmündung des Weiherbaches auch Kreuzbächle genannt. Nach dieser Einmündung durchläuft der Bach eine kleine Schlucht – in der Region auch als Klamm oder Klemm bezeichnet – und wird nun Klemmbach genannt, was auch der Name im amtlichen Gewässernetz für den gesamten Bachverlauf ist.
Da jenseits der westlichen Wasserscheide nur 700 Meter südöstlich der Klemmbach-Quelle der merklich größere, über Müllheim westwärts zum Oberrhein fließende Klemmbach entspringt, wird für den hier behandelten Klemmbach bei Heubronn zur Kleinen Wiese zur Unterscheidung zuweilen auch die Bezeichnung Heubronner Klemmbach verwendet.

## Geographie

### Verlauf
Der Heubronner Klemmbach entspringt am Südost-Hang des 1143 Meter hohen Weiherkopfes in einer Höhe von 988 Metern etwas unterhalb der auf den Sirnitzpass führenden Landesstraße L 131. Der Bach fließt zunächst über Hinterheubronn ostwärts nach Mittelheubronn. Dort nimmt er von links den Vordergrundbach auf, der unterhalb des Stuhlskopfs auf 940 Metern Höhe entspringt und wendet sich dann nach Südosten, wo er dann kurz nach Vorderheubronn den Weiherbach aufnimmt.

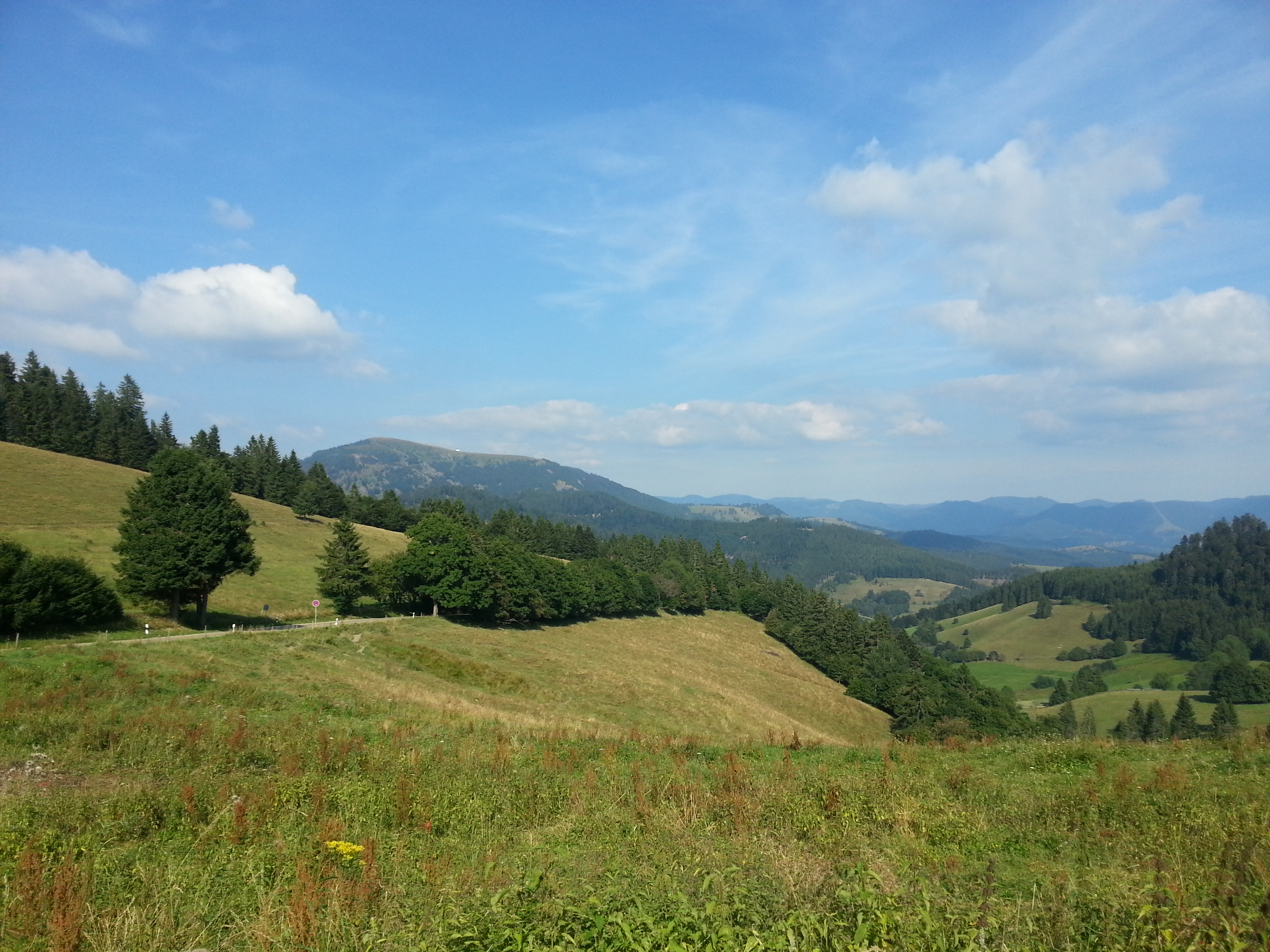
Blick vom Sirnitzpass in das obere Tal des Heubronner Klemmbachs

Der Weiherbach entspringt westlich des Nonnenmattweihers in einer Höhe von etwa 1069 Metern und fließt zunächst ca. 300 Meter nach Nordnordost, bevor er sich nach Osten wendet und nach weiteren 190 Metern in den nordwestlichen Teil des Nonnenmattweiher mündet. Etwa 250 Meter südöstlich verlässt er den Weiher wieder, der Abfluss wird durch ein kleines Stauwehr reguliert. Anschließend läuft er ostwärts durch eine tief eingeschnittene Schlucht, die sich etwas vor Vorderheubronn öffnet, worauf der Bach dann durch Wiesen in südöstlicher Richtung den Weiler passiert und kurz unterhalb von diesem in den Klemmbach einmündet.
Wenig nach der Vereinigung mit dem Weiherbach tritt der Klemmbach in eine Schlucht ein, deren Westseite sehr steil und felsig ist, während die Ostseite, auf der auch ein Wanderweg verläuft, etwas flacher zur Talstraße L 131 ansteigt. Das Gefälle nimmt zu und der Bach geht in die Klemmbachwasserfälle über. Hier fällt der Bach in mehreren Stufen um 6 Meter, die größte davon ist zwei Meter hoch. Nach den Wasserfällen quert eine Brücke des Waldwirtschaftswegs (Köhlgartenweg) den Bach, der nun mit geringerem Gefälle weiterfließt und den Wald verlässt. Etwa einen Kilometer nach dem Weiherbach nimmt er das ebenfalls von Westen kommende Tannenbächle auf.
Das Tannenbächle entspringt 650 Meter südlich des Nonnenmattweihers auf einer Höhe von ca. 953 Metern und mündet nach 1,4 Kilometer in den Klemmbach.
Nachdem er kurz zuvor noch Fischteiche passiert hat, mündet der Klemmbach einen knappen Kilometer nachdem er das Tannenbächle aufgenommen hat etwa 100 Meter nördlich des zu Neuenweg gehörigen Weilers Sägemättle von Westen in die Kleine Wiese.
Das gesamte Einzugsgebiet liegt im Ortsteil Neuenweg der Gemeinde Kleines Wiesental. Wanderparkplätze gibt es beim Kreuzweg, beim Nonnenmattweiher und beim Haldenhof.

### Einzugsgebiet
Der Heubronner Klemmbach entwässert ein 7,2 km² großes Einzugsgebiet im Hochschwarzwald, das seine größte Höhe von etwa über 1220 m ü. NHN auf einem südöstlichen Nebengipfel des Köhlgartens erreicht. Reihum grenzen an das seine die Einzugsgebiete der folgenden Nachbargewässer:
- Im Norden liegt das Einzugsgebiet des Langenbachs, dessen Abfluss über den Talbach den Neumagen erreicht, der seinerseits über die Möhlin weit abwärts in den Oberrhein entwässert;
- jenseits der östlichen Wasserscheide fließen allenfalls kurze Nebenbäche zur meist recht nahen, nach ihnen den Heubronner Klemmbach aufnehmenden Kleinen Wiese, deren Abfluss über die Wiese weiter oben den Oberrhein erreicht;
- im Süden fließt der kleinere Dresselbach wenig unterhalb des Heubronner Klemmbachs ebenfalls von rechts in die Kleine Wiese;
- im Südwesten liegt südlich des Köhlgartens das Quellgebiet der Köhlgartenwiese, ein größerer und noch tieferer Zufluss der Kleinen Wiese;
- im Westen entsteht der andere und größere Klemmbach, der nach westlichem Lauf in Neuenburg am Rhein in den Oberrhein mündet.

### Zuflüsse
Folgende Zuflüsse sind im amtlichen Gewässernetz verzeichnet (hierarchisch, jeweils mit Zuflussseite links/rechts, DGKZ, Länge:)
- (l) Vordergrundbach (232612-2; 1,371 km)
  - (r) Hintergrundbach (232612-22; 1,002 km)
- (r) Weiherbach (232612-4; 1,892 km), durchfließt den Nonnenmattweiher
- (r) Tannenbächle (232612-6; 1,407 km)

### Flusssystem Wiese
- Fließgewässer im Flusssystem Wiese